# 최성원 (음악가)
최성원(崔聖園, 본래 1954년 2월 9일 ~ )은 대한민국의 포크 록 가수, 싱어송라이터, 음반 프로듀서, 음반 디렉터이다. 포크 록 밴드 들국화의 베이스 기타 연주자로 유명하다.

## 이력
본관은 해주(海州)이고 경기도 부천 출생이며 서울에서 성장하였다. 
- 그의 아버지는 가곡 〈그리운 금강산〉을 작곡한 최영섭이고, 아들은 싱어송라이터 겸 기타리스트 최지훈이며 딸은 전직 스케이트 선수 출신이며 스케이팅 코치로 활동하고 있는 최선영이다.

## 생애
서울 휘문중학교와 서울 휘문고등학교 졸업을 거쳐 고려대학교 물리학과에서 학사 학위를 취득한 그는 1976년 언더그라운드 라이브 클럽에서 록 음악 가수로 첫 데뷔를 하였고 1979년 같은 고려대학교 동문 출신인 이영재(고려대학교 화학과 졸업), 이승희(본명 이경희, 고려대학교 수학과 졸업, 1978년 솔로 가수 데뷔.) 등과 함께 3인 가수 참여 프로젝트 앨범 《이영재, 이승희, 최성원》에 참여하여 솔로 가수로 처음 데뷔하였다. 그 후 1984년 《우리노래전시회》라는 프로젝트 앨범에도 솔로 가수로 참여하였으며, 이듬해 1985년부터 전인권, 조덕환, 허성욱, 주찬권 등과 함께 포크 록 밴드 들국화를 결성하여 베이시스트 겸 보컬리스트로 활동하였다. 들국화가 해체된 이후에는 1988년 개인 음반 《최성원 1집》을 내며 솔로 가수 활동을 재개하였다.
1992년 가수 이덕진의 1집 음반 디렉터를 맡았으며 1995년에는 팝 록 그룹 패닉(Panic)의 1집 음반 프로듀서를 맡은 바 있고, 2001년에는 충청북도 청주에 있는 주성대학 실용음악학과 강사를 역임에 이어 2006년 동아방송대학 영상음악학과 겸임교수를 지낸 전력이 있다.
최근 제주특별자치도 제주에서 귀농 생활을 하며 때때로 솔로 가수 활동과 들국화 밴드 활동을 병행하다가 2014년 들국화를 다시 해체하면서 솔로 가수 활동과 귀농 생활을 병행하고 있다.
2015년 11월, MBC의 휴먼다큐멘터리 《사람이 좋다 - 제주도의 푸른 밤, 최성원의 푸른 꿈》편에 출연하였다.

## 가족 관계
- 아버지: 최영섭(崔永燮, 1929년 11월 28일 ~ , 작곡가 겸 지휘자. 경기도 강화 출생. 한국가곡작곡가협회 부회장 겸 Seoul Green Orchestra 상임지휘자. 경기도 인천 창녕국민학교 졸업, 경성제2고등보통학교 졸업, 서울대학교 작곡과 학사, 오스트리아 빈 국립음악대학교 음악대학원 음악학 석사 출신.)[3][4]
- 할머니: 신순례(愼順禮, 1998년 문화관광부 장관 표창 '장한 예술가의 어머니상' 수상.)[5]
- 아들: 최지훈(崔志勳, 1982년 1월 20일 ~ , 싱어송라이터 겸 기타리스트. 경희대학교 국제경영학과 학사 출신.)
- 딸: 최선영(崔善英, 1986년 4월 7일 ~ , 스케이팅 코치, 前 스케이트 선수 출신. 동덕여자대학교 방송연예학과 학사 출신.)[6]

## 앨범
- 1980년 이영재/이승희/최성원  <매일 그대와, 내가 찾는 아이, 사랑인가봐>
- 1984년 우리 노래 전시회 1집
- 1984년 따로 또 같이 2집 (어쿠스틱 기타)
- 1995년 들국화 1집 <그것만이 내세상, 더 이상 내게, 매일 그대와, 사랑일 뿐이야>
- 1986년 들국화 라이브 앨범
- 1986년 들국화 2집 <제발, 내가 찾는 아이, 오 그대는 아름다운 여인>
- 1987년 추억들국화 <세션 참여>
- 1987년 박주연 <그댄 왠지 달라요>
- 1988년 우리 노래 전시회 2집
- 1988년 시인과 촌장 숲 (어쿠스틱 기타 참여)
- 1988년 최성원 1집
- 1990년 최성원 2집
- 1992년 최성원 Collection <사랑의 눈으로>
- 1992년 이덕진 1집 <내가아는 한가지(박주연/최성원), 혹시 또 모르잖니(박주연, 최성원)>
- 1994년 이덕진 3집 <이별이란 없는거야>
- 1995년 16년 차이 <코러스 참여>
- 1995년 패닉 1집 <제작자>
- 2011년 사람의 풍경
- 2011년 조덕환 Long Way Home (Feat. 최성원 & 주찬권)
- 2013년 들국화 <노래여 잠에서 깨라, 들국화로 필래>

## 학력
- 휘문중학교 1966년 3월 ~ 1969년 2월 졸업
- 휘문고등학교 1969년 3월 ~ 1973년 2월 졸업
- 고려대학교 물리학과 학사 중퇴